# Сигнальный прожектор

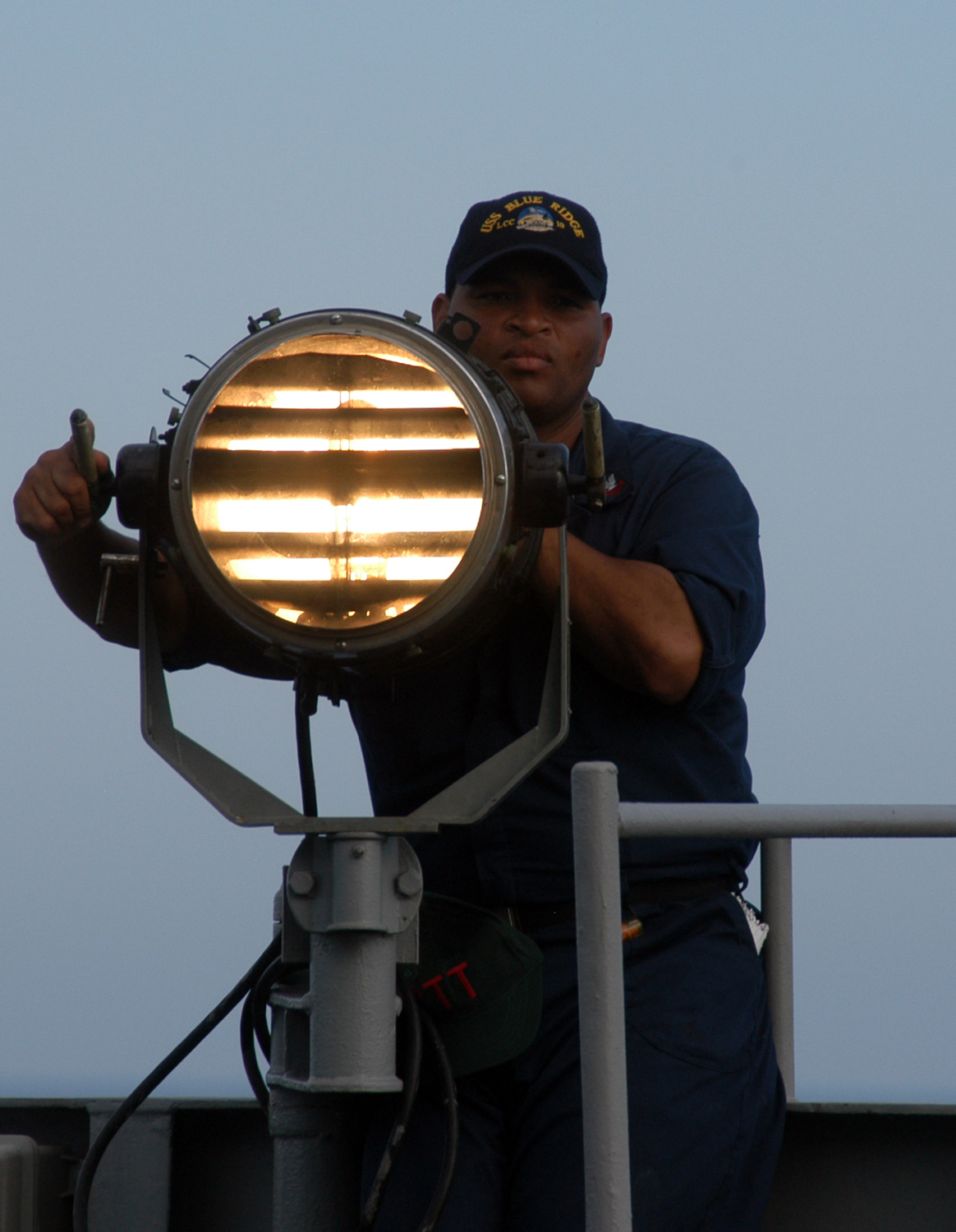
Матрос ВМС США использует сигнальную лампу для передачи сообщения

Сигнальная лампа (лампа Олдиса) — переносной либо стационарный неизображающий оптический прибор для коммуникации. Обычно для передачи сообщений используется азбука Морзе.
Названа в честь изобретателя наиболее известной версии — Артура Олдиса (Arthur Cyril Webb Aldis).
Для того, чтобы создать последовательность различных сигналов, в лампе Олдиса используют узкие затворы, которые открывают и закрывают вручную.
В наши дни сигнальную лампу используют, прежде всего, в морском флоте и авиации.

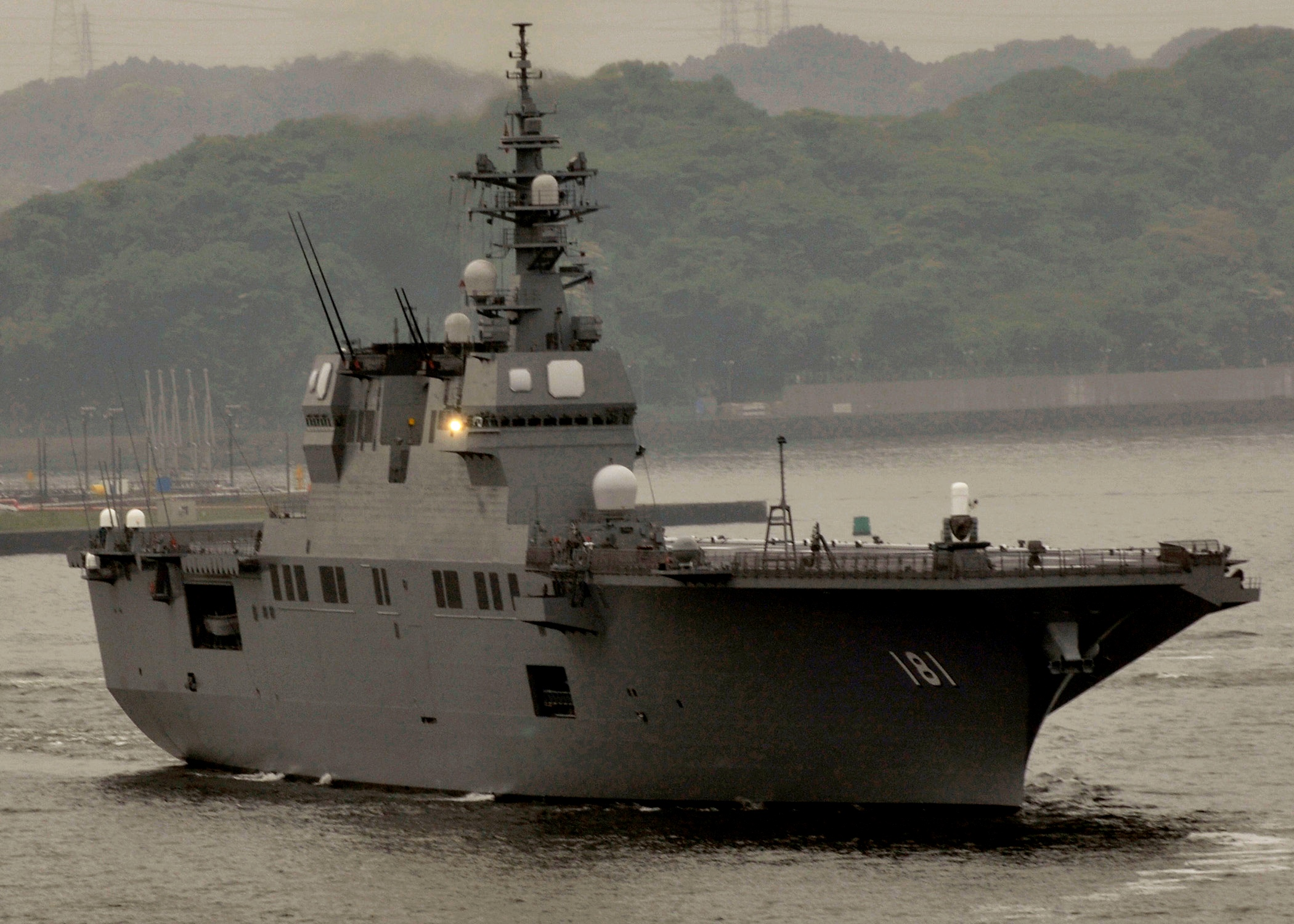
На надстройке эскадренного вертолетоносца DDH-181 «Хюга» по центру свет от сигнального прожектора

В ВМФ СССР, а позже и в ВМФ России наряду с сигнальными прожекторами используют ещё и аналогичные устройства световой связи направленного действия, в частности: прибор МСНП-250М, фонарь «Проблеск» и т. д. При их применений для большей скрытности могут использоваться красный, зелёный и инфракрасный светофильтры. Также, применяются клотиковые огни красного и белого цветов.